# مارتسیا اوبالدی
مارتسیا اوبالدی (ایتالیایی: Marzia Ubaldi؛ ‏۲ ژوئن ۱۹۳۸ – ۲۱ اکتبر ۲۰۲۳) بازیگر، خواننده و صداپیشه اهل ایتالیا بود. وی بین سال‌های ۱۹۶۰ تا ۲۰۲۳ میلادی فعالیت می‌کرد و دوبلور ایتالیایی بازیگرانی چون جنا رولندز (در فیلم زنی دیگر)، مگی اسمیت، آن بنکرافت، ونسا ردگریو و ژن مورو بود.
از فیلم‌ها یا برنامه‌های تلویزیونی که وی در آن نقش داشته است می‌توان به عشق نازی کمپ ۳۷، افسون و الیسا اشاره کرد.